# Tampere United
Tampere United (förkortat: TamU) är en fotbollsförening från Tammerfors i landskapet Birkaland i Finland. Representationslaget spelade mellan 2000 och 2010 i Finlands högsta fotbollsserie för herrar, Tipsligan. Hemmaplanen var mellan åren 1999 och 2003 Tammela stadion, och mellan 2004 och 2010 Ratina Stadion. Fotbollsföreningen lade ner sin verksamhet år 2012, men TamU-supportrar fortsatte driva laget under namnet TamU-K mellan åren 2011 och 2015. År 2016 kom Tampere United tillbaka, och spelade i Trean. Laget vann serien och flyttades upp till Tvåan, den tredje högsta fotbollsserien för herrar i Finland.

## Historik
Tampere United grundades den 31 juli 1998 genom sammanslagning av fotbollsklubbarna FC Ilves och Tampereen Pallo-Veikot. Tampere United ärvde därvid FC Ilves placering i Ettan (division 1) som är namnet på den näst högsta fotbollsserien för herrar i Finland. Efter bara ett år bröt sig Tampereen Pallo-Veikot åter ut ur Tampere United. Första säsongen i "Ettan" var lyckosam för TamU. Laget vann den säsongen "Ettan" och flyttades upp till "Tipsligan" där det låg fram till och med år 2010. 
Den 14 april 2011 blev fotbollsföreningen avstängd på ett år av Finlands Bollförbund, då de mottagit pengar från ett företag med säte i Singapore, känt för inblandning i fixade matcher och penningtvätt. Klubben uteslöts från Tipsligan 2011. Spelarna under kontrakt släpptes på grund av brist på inkomst. Då fotbollsföreningen nekades speltillstånd även året därpå, upphörde föreningen med sin verksamhet. 
Tampere United kom tillbaka 2016. Laget fick en plats i Trean från TamU-K, ett lag som TamU-supportrarna startade 2011 och genom tre upplyftningar fick en plats i Trean 2016, och överlämnade den till Tampere United. Laget vann serien och flyttades upp till Tvåan, den tredje högsta fotbollsserien för herrar i Finland.

## Meriter
- Finländska mästare: 2001, 2006 och 2007.
- Brons i Tipsligan: 2003, 2004 och 2005.
- Guld i Finlands cup: 2007.
- Silver i Finlands cup: 2001.
- Deltagande i Champions League gruppfas: 2007/2008.
- Deltagande i UEFA Intertoto Cup: 2003, 2004, 2005 och 2006.